# Брахманбарія (зіла)
Брахманба́рія (бенг. ব্রাহ্মণবাড়ীয়া, англ. Brahmanbaria) — одна з 11 зіл регіону Читтагонг Бангладеш, розташований на півночі регіону.
Населення — 2840498 осіб (2011; 1089702 в 1991).

## Адміністративний поділ
До складу регіону входять 7 упазіл:
| Зіла               | Площа, км² | Населення, осіб (1991) | Населення, осіб (2008) |
| ------------------ | ---------- | ---------------------- | ---------------------- |
| Акхаура            | 99,28      | 112982                 | -                      |
| Банчарампур        | 217,38     | 258371                 | -                      |
| Брахманбарія-Садар | 495,85     | 659449                 | -                      |
| Касба              | 209,76     | 243833                 | -                      |
| Набінагар          | 353,66     | 378539                 | -                      |
| Насірнагар         | 311,66     | 234090                 | -                      |
| Сараїл             | 239,52     | 254481                 | -                      |